# Wesfarmers
Wesfarmers ist eine der größten australischen Aktiengesellschaften. Der Konzern ist ein Konglomerat verschiedener Industriezweige wie Düngemittelproduktion, Kohlebergbau, Chemie, Flüssiggas, Baustoffproduktion, Versicherungen und weitere. 
Er ist überwiegend in Australien und Neuseeland tätig.

## Geschichte
Das Unternehmen wurde 1914 als landwirtschaftliche Genossenschaft gegründet. 1984 ging das Unternehmen an die australische Börse. Das Unternehmen entwickelte sich in dieser Zeit sehr gut und konnte zwischen 1994 und 2003 eine Aktienrendite von etwa 29 Prozent erzielen, den zweithöchsten Wert der Börse Australiens. Im Jahr 2000 kaufte das Unternehmen das Kohleminenunternehmen Curragh für 120 Millionen US-Dollar. Im Jahr darauf wurde die Howard-Smith-Gruppe für 2,7 Milliarden US-Dollar gekauft und deren Unternehmen, Blackwoods, Bakers, Atkins, Motion Industries, Mullings Fasteners, Protector Alsafe, NZ Safety, Protector Safety Supply und Packaging House in Wesfarmers eingegliedert. Im November 2007 übernahm Wesfarmers die Coles Group für 19,3 Mrd. AUD.  Die Zahl der Mitarbeiter stieg mit dieser Akquisition von etwa 30.000 auf fast 200.000.

## WesCEF
Die Wesfarmers Chemicals, Energy & Fertilisers stellt Ammoniumnitrat für die Verwendung als Stickstoffdünger und als Bergbausprengstoff, Natriumcyanid für den Goldbergbau sowie Polyvinylchlorid her.
Das Düngerwerk CSBP befindet sich in Kwinana. Außerdem hält CSBP 50 % der Anteile an Queensland Nitrates in Moura.